# Ewing Young

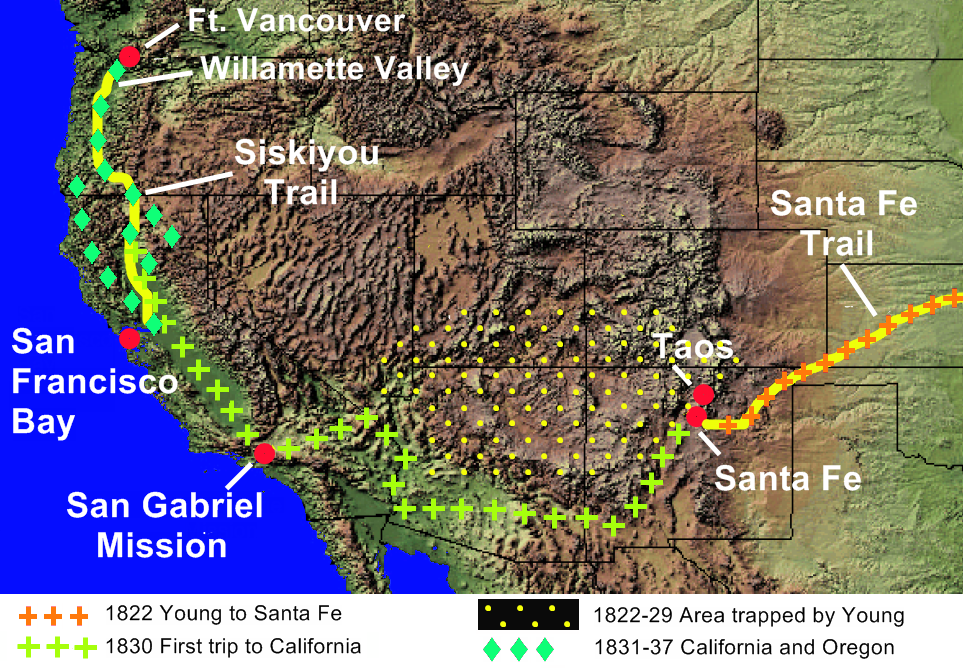
Ewing Young: sus expediciones por el Oeste de América del Norte.

Ewing Young (Tennessee, 1799 - 9 de febrero de 1841) fue un trampero, cazador y comerciante de pieles estadounidense que viajó en lo que entonces era el norte de México y California antes de establecerse en el territorio de Oregón. Como ciudadano prominente y rico allí, su muerte fue el impulso para la temprana formación de gobierno en lo que se convirtió en el estado de Oregón. Young comerció a lo largo del camino de Santa Fe y en la Alta California mexicana antes de que esa provincia formase parte de los Estados Unidos. Más tarde se trasladó al norte hasta el valle del Willamette.

## Primeros años
Young nació en Tennessee en el seno de una familia de agricultores en 1799. En la década de 1820 se había trasladado a Misuri, donde se dedicó brevemente a la agricultura en el río Misuri en Charitan.
En Misuri, Young estaba en el extremo occidental de la frontera estadounidense, no lejos de la frontera de los territorios bajo control español que hoy es el Suroeste de Estados Unidos, los modernos estados de Texas y Nuevo México. Bajo el sistema colonial español, el comercio entre los estadounidenses y el puesto más avanzado de los españoles en Santa Fe estaba prohibido.
En 1821, México había obtenido la Independencia de España, y una serie de aventureros estadounidenses que vivían en Misuri estaban deseosos de probar si las nuevas autoridades mexicanas en Santa Fe permitirían el comercio. Después de que en diciembre de 1821 un pequeño grupo de estadounidenses liderado por William Becknell hubiese regresado por primera vez con éxito de una pequeña incursión comercial en caballerías, Young firmó ansiosamente para unirse a un grupo un poco mayor que partiría en carros para comerciar en Santa Fe.: 9–10 

## Viajes al Oeste

### Suroeste y Nuevo México
Young vendió la finca que acababa de comprar y, en mayo de 1822, pasó a formar parte de la primera caravana, también liderada por Becknell, que partía de Misuri para alcanzar Santa Fe, siguiendo una ruta que luego se conocería como el Camino de Santa Fe y que había sido explorada ya en 1792-1793 por el francés Pedro Vial.: 10–20  Young y su grupo encontraron que fueron bien recibidos por las nuevas autoridades mexicanas en la provincia de Santa Fe de Nuevo México.: 10–20  Durante los siguientes nueve años, Young comenzó a atravesar el Suroeste, dividiendo su tiempo entre Santa Fe y Misuri.: 10–20  Los españoles, y más tarde los mexicanos, no se había centrado en atrapar animales de piel en el Suroeste ya que la demanda era pequeña en del sistema comercial español. Las expediciones estadounidenses sí encontraron el negocio lucrativo, ya que la demanda era alta en los mercados estadounidenses y europeos y había animales de piel en abundancia y comenzaron a trampear y comerciar.
Young fue pionero en el trampeo en lo que ahora es el Suroeste de Estados Unidos, encabezando muchas de las primeras expediciones estadounidenses en las montañas y cursos de agua de los actuales estado de Nuevo México, Colorado, Utah y Arizona. Young tenía 18 años cuando comenzó a explorar. Young y sus asociados tomaban las pieles recién capturadas para venderlas en Misuri, adquiriendo con el beneficio mercancías para comerciar. Cuando regresaban a Nuevo México, vendían con mucho provecho los productos estadounidenses a cambio de oro y monedas de plata.: 10–20  Durante una expedición de trampeo de la temporada de 1827-1828, Young empleó a un todavía adolescente Kit Carson.: 40–41 
A pesar de la tensión que se desarrolló con las autoridades mexicanas que trataban de restringir las actividades estadounidenses, Young se convirtió en un trampero y cazador y hombre de negocios exitoso. Con el tiempo estableció un puesto comercial en Pueblo de Taos en el norte de Nuevo México, a finales de la década de 1820.: 40–43 

## Matrimonio y bautismo
Young tomó a María Josefa Tafoya, la hija de una familia prominente de Taos que eran ciudadanos mexicanos, como esposa en un matrimonio de hecho.: 40–43 
A finales de la década de 1820 y principios de 1830, las autoridades mexicanas estaban cada vez más preocupadas con los colonos estadounidenses y sus influencias en Nuevo México y comenzaron a imponer restricciones cada vez más severas al comercio y el trampeo. Tal vez en parte para evitar esas restricciones, Young se bautizó por el rito católico en 1830 (y tal vez también se convirtió en un ciudadano mexicano y formalizó su matrimonio con María Tafoya, aunque si lo hizo no hay ningún registro de esos dos eventos que pueda acreditarlo).: 64–65 

## Expedición a California
En la primavera de 1830, Young dirigió la primera expedición estadounidense de trampeo que llegó a la costa del Pacífico desde la provincia mexicana de Santa Fe de Nuevo México. La expedición de Young al oeste, con varios compañeros de viaje entre los que estaba un joven Kit Carson, cruzó la Alta California oriental (la actual Arizona) y luego el río Colorado y el desierto de Mojave. Llegaron a la Misión de San Gabriel Arcángel, cerca del Pueblo de Los Ángeles en la asentada provincia de la Alta California, la actual Los Ángeles en el Sur de California. Después de recuperarse allí, el grupo visitó La Misión del Señor Fernando, Rey de España —fundada en 1797 por el franciscano vasco fray Fermín Lasuen—en el cercano Valle de San Fernando, y se dirigieron hacia el norte, entrando en el gran Valle Central de California por su sección meridional del Valle de San Joaquín. Fue la primera expedición de trampeo estadounidense atrapando que lo hizo.: 46–48 
Una vez allí, el grupo se trasladó hacia el norte hasta el valle de Sacramento, donde se encontraron con Peter Skene Ogden, un comerciante de pieles y explorador canadiense al servicio de la Compañía de la Bahía de Hudson (Hudson's Bay Company, o HBC). Los dos grupos trampearon conjuntamente por l valle antes de que el grupo de Young se trasladase a San Francisco Bay para comercializar sus pieles. Después de eso fueron al sur hasta el Pueblo de Los Ángeles y luego de vuelta a Taos, donde estaban antes de finales de 1830. Con el producto de esta expedición, Young se estableció en Taos como uno de los estadounidenses más ricos en territorio mexicano.
En los siguientes años, Young y su grupo continuaron viajando a la Alta California para trampear y comerciar. En 1834 en San Diego, Young encontró a Hall J. Kelley, que había llegado allí con un grupo de ciudadanos estadounidense reclutados en Monterey, entonces bajo dominio mexicano. Kelley era impulsor de la colonización del país de Oregón e invitó a Ewing Young a que lo acompañara al norte, pero Young en un primer momento rehusó. Después de volver a pensarlo, Young accedió a viajar con Kelley y el grupo partió a acaballo hacia el norte en julio de 1834.

## Territorio de Oregón
Young y Kelley llegaron a Fort Vancouver el 17 de octubre de 1834. Fort Vancouver, controlado por los británicos, era la base regional del distrito de Columbia de la Compañía de la Bahía de Hudson. En ese momento, los británicos y los estadounidenses ya tenían colonos e intereses comerciales en la región. La HBC era tan poderosa que desalentó o sacó del comercio a las nuevas compañías comerciales estadounidenses, y hasta 1846 no hubo asentamientos en la frontera norte con Canadá.

### Valle del Willamette
Young decidió establecerse permanentemente en el valle de Willamette. John McLoughlin, el factor de la HBC, trató siempre de disuadir a los colonos estadounidenses en la región. El gobierno mexicano de la Alta California también acusó a Young y su grupo de haber robado 200 caballos cuando se fueron. El grupo lo negó, alegando que habían sido algunos compañeros de viaje no invitados los que habían robado esos caballos. McLoughlin incluyó a Young en la lista negra y no pudo hacer negocios con la HBC.
En la partida de Young y Kelley iba Webley John Hauxhurst, que construiría el primer molino de molienda en el Valle de Willamette. Otro trampero, Joseph Gale, más adelante una figura importante en la historia de Oregón, formaba también parte del grupo.
Young se instaló en la orilla oeste del río Willamette, cerca de la desembocadura del arroyo Chehalem, frente a Champoeg. Se cree que su casa fue la primera construida por los occidentales en ese lado del río. En 1836, Young comenzó a construir una destilería para producir alcohol. El líder de la misión metodista Jason Lee, que también había llegado en el grupo de Young, organizó la Sociedad de Templanza Oregón (Oregon Temperance Society) y, junto con McLoughlin, trataron de que Young desistiese. McLoughlin y la HBC tenían prohibida la venta de alcohol a los nativos, ya que sabían que eso causaba problemas. A finales de ese año, el teniente de la US Navy William A. Slacum llegó en el barco Loriot y ayudó a disuadir a Young de seguir adelante con la empresa.
Slacum era un agente del presidente de Estados Unidos y ayudó a crear una empresa conjunta entre los colonos para comprar ganado. En ese momento, la HBC era la única propietaria de ganado en el valle de Willamette y alquilaba los animales a los colonos. En enero de 1837, Young fue seleccionado como líder de la Compañía Ganadera de Willamette (Willamette Cattle Company). Viajó a California en el Loriot (asistido por Slacum) y después de comprar 630 cabezas de ganado, las llevó de vuelta a lo largo de la ruta de Siskiyou. Acompañando a Young en la conducción del ganado iban Philip Leget Edwards, Calvin Tibbets, John Turner, William J. Bailey, George Gay, Lawrence Carmichael, Pierre De Puis, B. Williams y Emert Ergnette. Durante el trayecto, Gay y Bailey asesinaron a un niño nativo. Fue su represalia por un ataque que habían sufrido varios años antes por los indios del río Rogue. Habían atacado en represalia por los asesinatos cometidos por el grupo de Young, comprometidos en su viaje a Oregón en 1834.

## Legado
En febrero de 1841, Young murió sin dejar ningún heredero conocido y sin testamento. Esto creó la necesidad de alguna forma de gobierno para hacer frente a sus propiedades, que tenía muchos deudores y acreedores entre los colonos. El doctor Ira L. Babcock fue seleccionado como juez supremo con poderes para administrar su herencia. Las actividades que siguieron a su muerte, finalmente, condujeron a la creación de un gobierno provisional en el país de Oregón.

## Reconocimientos
El marcador histórico Ewing Young, situado a lo largo de la Oregon Route 240 señala la ubicación de la granja de Young y su tumba. Un roble con la copa redondeada que se dice que fue plantado en su tumba marca ese lugar.
La Escuela Primaria Ewing Young en Newberg (Oregón), Oregón, honra su memoria. En 1942 el buque de la clase Liberty Ewing Young (casco # 631 desde Calships en la isla Terminal, California) fue nombrado en su honor. El Ewing Young sirvió en el teatro del Pacífico durante la Segunda Guerra Mundial y fue desguazado en 1959.[cita requerida]